# Estação Kitai-Gorod (linha Tagansko-Krasnopresnenskaia)
Kitai-Gorod (em russo:  Китай-город) é uma das estações da linha Tagansko-Krasnopresnenskaia (Linha 7) do Metro de Moscovo, na Rússia. Estação «Kitai-Gorod» está localizada entre as estações «Taganskaia» e «Kuznetskii Most».